# Liste der Kulturdenkmale in Osternienburger Land
In der Liste der Kulturdenkmale in Osternienburger Land sind alle  Kulturdenkmale der Gemeinde Osternienburger Land und ihrer Ortsteile aufgelistet. Grundlage ist das Denkmalverzeichnis des Landes Sachsen-Anhalt, das auf Basis des Denkmalschutzgesetzes des Landes Sachsen-Anhalt vom 21. Oktober 1991 durch das Landesamt für Denkmalpflege und Archäologie Sachsen-Anhalt erstellt und seither laufend ergänzt wurde (Stand: 31. Dezember 2021).

## Kulturdenkmale nach Ortsteilen

### Osternienburg
| Lage                                                                     | Bezeichnung        | Beschreibung | Erfassungs- nummer | Ausweisungsart | Bild           |
| ------------------------------------------------------------------------ | ------------------ | --- | ------------------ | -------------- | -------------- |
| Koordinaten fehlen! Hilf mit.                                            | Denkmal            | Denkmal, 2019 als Denkmal ausgewiesen.                                                                           | 094 71716          |                |                |
| Ernst-Thälmann-Straße                                                    | Verwaltungsgebäude | | 094 70872          | Baudenkmal     |                |
| Feuerherd-Straße auf dem Friedhof (Karte)                                | Denkmal            | | 094 09445          | Baudenkmal     | Denkmal        |
| Friedhof auf dem Friedhof Osternienburg (Karte)                          | Gedenkstätte       | | 094 09393          | Baudenkmal     | Gedenkstätte   |
| Lindenstraße 16 (Karte)                                                  | Schule             | Alfred-Wirth-Schule (Grundschule) ehemaliges Kasino der Deutschen Solvay Werke, Zweigniederlassung Osternienburg | 094 10593          | Baudenkmal     | Schule         |
| Rudolf-Breitscheid-Straße 14 (Karte)                                     | Gutshaus           | | 094 70453          | Baudenkmal     | Gutshaus       |
| Walter-Rathenau-Straße Ortsmitte, Ecke Rudolf-Breitscheid-Straße (Karte) | Denkmal            | | 094 70452          | Baudenkmal     | Denkmal        |
| Walter-Rathenau-Straße Ortsmitte (Karte)                                 | Kirche             | | 094 09996          | Baudenkmal     | Weitere Bilder |
| Walter-Rathenau-Straße Ortsmitte, gegenüber der Kirche (Karte)           | Pfarrhaus          | | 094 70454          | Baudenkmal     | Pfarrhaus      |

### Chörau
| Lage                               | Bezeichnung    | Beschreibung | Erfassungs- nummer | Ausweisungsart | Bild           |
| ---------------------------------- | -------------- | ------------ | ------------------ | -------------- | -------------- |
| Ortsmitte, vor dem Bethaus (Karte) | Kriegerdenkmal |              | 094 70260          | Kleindenkmal   | Kriegerdenkmal |
| Dorfstraße (Karte)                 | Bethaus        |              | 094 18165          | Baudenkmal     | Weitere Bilder |
| Dorfstraße 27 (Karte)              | Mühlenhof      |              | 094 06060          | Baudenkmal     | Mühlenhof      |

### Diebzig
| Lage                   | Bezeichnung | Beschreibung | Erfassungs- nummer | Ausweisungsart | Bild    |
| ---------------------- | ----------- | ------------ | ------------------ | -------------- | ------- |
| Dorfplatz (Karte)      | Gedenkstein |              | 094 15982          | Baudenkmal     | BW      |
| Dorfplatz (Karte)      | Kirche      |              | 094 09367          | Baudenkmal     | Kirche  |
| Große Gasse 34 (Karte) | Wohnhaus    |              | 094 15980          | Baudenkmal     | BW      |
| Große Gasse 38 (Karte) | Wohnhaus    |              | 094 15979          | Baudenkmal     | BW      |
| Schloßgasse 60 (Karte) | Schloss     |              | 094 09896          | Baudenkmal     | Schloss |

### Dornbock
| Lage                                                     | Bezeichnung    | Beschreibung | Erfassungs- nummer | Ausweisungsart | Bild           |
| -------------------------------------------------------- | -------------- | ------------ | ------------------ | -------------- | -------------- |
| am Friedhof (Karte)                                      | Kriegerdenkmal |              | 094 70743          | Baudenkmal     | Kriegerdenkmal |
| auf dem Friedhof (Karte)                                 | Kriegerdenkmal |              | 094 70744          | Baudenkmal     | Kriegerdenkmal |
| Dorfstraße 53 (Karte)                                    | Wohnhaus       |              | 094 70745          | Baudenkmal     | BW             |
| an der Eisenbahntrasse Halle–Magdeburg, Ostseite (Karte) | Denkmal        |              | 094 70773          | Baudenkmal     | Weitere Bilder |

### Drosa
| Lage                                           | Bezeichnung    | Beschreibung | Erfassungs- nummer | Ausweisungsart | Bild           |
| ---------------------------------------------- | -------------- | ------------ | ------------------ | -------------- | -------------- |
| Schulstraße (Karte)                            | Kirche         |              | 094 15958          | Baudenkmal     | Weitere Bilder |
| Schulstraße an der Südseite der Kirche (Karte) | Kriegerdenkmal |              | 094 70774          | Baudenkmal     | Kriegerdenkmal |
| Schulstraße 113 (Karte)                        | Pfarrhof       |              | 094 15959          | Baudenkmal     | Pfarrhof       |

### Elsnigk
| Lage                                         | Bezeichnung        | Beschreibung                    | Erfassungs- nummer | Ausweisungsart | Bild           |
| -------------------------------------------- | ------------------ | ------------------------------- | ------------------ | -------------- | -------------- |
| Dorfstraße (Karte)                           | Dorfkirche Elsnigk |                                 | 094 70760          | Baudenkmal     | Weitere Bilder |
| Friedhof (Karte)                             | Friedhof           | 2018 als Baudenkmal ausgewiesen | 094 71704          | Baudenkmal     | Friedhof       |
| Hauptstraße an der Kirche (Karte)            | Gedenkstein        |                                 | 094 70758          | Baudenkmal     | Gedenkstein    |
| Hauptstraße an der Kirche (Karte)            | Kriegerdenkmal     |                                 | 094 70759          | Baudenkmal     | Weitere Bilder |
| Hauptstraße am östlichen Ortsausgang (Karte) | Wegweiser          |                                 | 094 70761          | Baudenkmal     | Wegweiser      |

### Frenz
| Lage                   | Bezeichnung | Beschreibung | Erfassungs- nummer | Ausweisungsart | Bild |
| ---------------------- | ----------- | ------------ | ------------------ | -------------- | ---- |
| Auf dem Gute 1 (Karte) | Herrenhaus  |              | 094 15994          | Baudenkmal     | BW   |
| Auf dem Gute 1 (Karte) | Scheune     |              | 094 70876          | Baudenkmal     | BW   |
| Auf dem Gute 1 (Karte) | Taubenturm  |              | 094 70867          | Baudenkmal     | BW   |
| Dorfplatz (Karte)      | Gedenkstein |              | 094 70857          | Baudenkmal     | BW   |
| Hauptstraße (Karte)    | Kirche      |              | 094 15995          | Baudenkmal     | BW   |
| Hauptstraße 31 (Karte) | Wohnhaus    |              | 094 15996          | Baudenkmal     | BW   |

### Großpaschleben
| Lage                                                                                  | Bezeichnung  | Beschreibung                                             | Erfassungs- nummer | Ausweisungsart | Bild    |
| ------------------------------------------------------------------------------------- | ------------ | -------------------------------------------------------- | ------------------ | -------------- | ------- |
| auf dem Friedhof (Karte)                                                              | Grabstätte   |                                                          | 094 70942          | Baudenkmal     | BW      |
| Bernburger Straße am nordwestlichen Dorfausgang an der Landstraße nach Trinum (Karte) | Chausseehaus |                                                          | 094 09585          | Baudenkmal     | BW      |
| Im Jutshowwe 1 (Karte)                                                                | Schloss      |                                                          | 094 09937          | Baudenkmal     | Schloss |
| Im Jutshowwe 1                                                                        | Taufstein    | Taufstein, am 20. September 2016 als Denkmal ausgewiesen |                    |                |         |
| Kirchplatz (Karte)                                                                    | Kirche       |                                                          | 094 09936          | Baudenkmal     | Kirche  |

### Kleinpaschleben
| Lage                                            | Bezeichnung    | Beschreibung | Erfassungs- nummer | Ausweisungsart | Bild           |
| ----------------------------------------------- | -------------- | ------------ | ------------------ | -------------- | -------------- |
| an der Kreuzung nach Crüchern (Karte)           | Distanzstein   |              | 094 70914          | Baudenkmal     | Weitere Bilder |
| (Karte)                                         | Kirche         |              | 094 16007          | Baudenkmal     | Weitere Bilder |
| auf dem Friedhof (Karte)                        | Kriegerdenkmal |              | 094 16008          | Baudenkmal     | Kriegerdenkmal |
| Im Bauerndorf                                   | Relief         |              | 094 70841          | Baudenkmal     |                |
| Im Bauerndorf 1 (Karte)                         | Gutshof        |              | 094 16009          | Baudenkmal     | Gutshof        |
| Im Bauerndorf 2 (Karte)                         | Wohnhaus       |              | 094 16010          | Baudenkmal     | Wohnhaus       |
| Im Bauerndorf 3 (Karte)                         | Wohnhaus       |              | 094 16011          | Baudenkmal     | Wohnhaus       |
| Im Bauerndorf 7 (Karte)                         | Pfarrhaus      |              | 094 10062          | Baudenkmal     | Pfarrhaus      |
| Im Bauerndorf 11 (Karte)                        | Wohnhaus       |              | 094 16013          | Baudenkmal     | Wohnhaus       |
| Im Bauerndorf 15 (Karte)                        | Wohnhaus       |              | 094 17947          | Baudenkmal     | Wohnhaus       |
| auf dem Friedhof südlich von der Kirche (Karte) | Mausoleum      |              | 094 70843          | Baudenkmal     | Weitere Bilder |

### Libbesdorf
| Lage                                                                         | Bezeichnung               | Beschreibung                                  | Erfassungs- nummer | Ausweisungsart | Bild                      |
| ---------------------------------------------------------------------------- | ------------------------- | --------------------------------------------- | ------------------ | -------------- | ------------------------- |
| Dorfstraße an der Abzweigung nach Mosigkau, Quellendorf und Rosefeld (Karte) | Völkerschlachtdenkmal     | Gedenkstein                                   | 094 18171          | Baudenkmal     | Völkerschlachtdenkmal     |
| Dorfstraße (Karte)                                                           | Kirche                    |                                               | 094 18169          | Baudenkmal     | Weitere Bilder            |
| Dorfstraße an der Abzweigung nach Mosigkau, Quellendorf und Rosefeld (Karte) | Wegweiser                 |                                               | 094 18170          | Baudenkmal     | Wegweiser                 |
| Dorfstraße 18 (Karte)                                                        | Scheune                   |                                               | 094 18172          | Baudenkmal     | Scheune                   |
| Friedhof (Karte)                                                             | Gedenkstätte              |                                               | 094 09385          | Baudenkmal     | BW                        |
| Siedlung (Karte)                                                             | Kriegerdenkmal Libbesdorf | Kriegerdenkmal, 2019 als Denkmal ausgewiesen. | 094 71717          |                | Kriegerdenkmal Libbesdorf |
| Siedlung 1 (Karte)                                                           | Gutshof                   |                                               | 094 70895          | Baudenkmal     | BW                        |

### Maxdorf
| Lage                                      | Bezeichnung    | Beschreibung | Erfassungs- nummer | Ausweisungsart | Bild           |
| ----------------------------------------- | -------------- | ------------ | ------------------ | -------------- | -------------- |
| Michelner Straße Ortsmitte (Karte)        | Kirche         |              | 094 15978          | Baudenkmal     | Weitere Bilder |
| Michelner Straße auf dem Kirchhof (Karte) | Kriegerdenkmal |              | 094 71490          | Baudenkmal     | Kriegerdenkmal |

### Micheln
| Lage                        | Bezeichnung    | Beschreibung | Erfassungs- nummer | Ausweisungsart | Bild           |
| --------------------------- | -------------- | ------------ | ------------------ | -------------- | -------------- |
| Ortsmitte (Karte)           | Kirche         |              | 094 70447          | Baudenkmal     | Weitere Bilder |
| auf dem Kirchhof (Karte)    | Kriegerdenkmal |              | 094 70387          | Baudenkmal     | Weitere Bilder |
| Dorfplatz Ortsmitte (Karte) | Denkmal        |              | 094 70318          | Baudenkmal     | Denkmal        |

### Mölz
| Lage                                                           | Bezeichnung | Beschreibung | Erfassungs- nummer | Ausweisungsart | Bild        |
| -------------------------------------------------------------- | ----------- | ------------ | ------------------ | -------------- | ----------- |
| an der Straße von Biendorf nach Trinum                         | Gedenkstein |              | 094 16016          | Baudenkmal     |             |
| auf einem Platz an der Straße von Biendorf nach Trinum (Karte) | Gedenkstein |              | 094 97228          | Baudenkmal     | Gedenkstein |

### Pißdorf
| Lage                              | Bezeichnung | Beschreibung | Erfassungs- nummer | Ausweisungsart | Bild           |
| --------------------------------- | ----------- | ------------ | ------------------ | -------------- | -------------- |
| Dorfstraße vor der Kirche (Karte) | Gedenkstein |              | 094 70850          | Baudenkmal     | Gedenkstein    |
| Dorfstraße (Karte)                | Kirche      |              | 094 70851          | Baudenkmal     | Weitere Bilder |

### Reppichau
| Lage                               | Bezeichnung    | Beschreibung                                                                                                | Erfassungs- nummer | Ausweisungsart | Bild           |
| ---------------------------------- | -------------- | --- | ------------------ | -------------- | -------------- |
| (Karte)                            | Mühle          | | 094 71262          | Baudenkmal     | Weitere Bilder |
| Akener Straße (Karte)              | Wegweiser      | | 094 18163          | Baudenkmal     | Wegweiser      |
| Lindenstraße (Karte)               | Denkmal        | | 094 70842          | Baudenkmal     | Denkmal        |
| Lindenstraße (Karte)               | Kirche         | | 094 18164          | Baudenkmal     | Weitere Bilder |
| Lindenstraße an der Kirche (Karte) | Kriegerdenkmal | Einweihung am 15. Mai 1921. Die Idee dazu wurde Ende des Jahres 1920 im Reppichauer Gemeinderat diskutiert. | 094 09398          | Baudenkmal     | Kriegerdenkmal |

### Rosefeld
| Lage                                                     | Bezeichnung    | Beschreibung | Erfassungs- nummer | Ausweisungsart | Bild           |
| -------------------------------------------------------- | -------------- | ------------ | ------------------ | -------------- | -------------- |
| Dorfstraße (Karte)                                       | Kirche         |              | 094 70763          | Baudenkmal     | Weitere Bilder |
| Dorfstraße an der B 189 am südlichen Ortsausgang (Karte) | Wegweiser      |              | 094 70764          | Baudenkmal     | Wegweiser      |
| Dorfstraße (Karte)                                       | Kriegerdenkmal |              | 094 70762          | Kleindenkmal   | Kriegerdenkmal |

### Thurau
| Lage                      | Bezeichnung | Beschreibung | Erfassungs- nummer | Ausweisungsart | Bild           |
| ------------------------- | ----------- | ------------ | ------------------ | -------------- | -------------- |
| Dorfstraße vor der Kirche | Gedenkstein |              | 094 70437          | Baudenkmal     |                |
| Dorfstraße (Karte)        | Kirche      |              | 094 70320          | Baudenkmal     | Weitere Bilder |
| Dorfstraße 1 (Karte)      | Gutshaus    |              | 094 70438          | Baudenkmal     | Gutshaus       |
| Dorfstraße 3 (Karte)      | Pfarrhaus   |              | 094 70300          | Baudenkmal     | BW             |

### Trebbichau
| Lage                                                    | Bezeichnung    | Beschreibung | Erfassungs- nummer | Ausweisungsart | Bild           |
| ------------------------------------------------------- | -------------- | ------------ | ------------------ | -------------- | -------------- |
| Hauptstraße gegenüber der Kirche am Straßenrand (Karte) | Gedenkstein    |              | 094 70446          | Baudenkmal     | Gedenkstein    |
| Hauptstraße (Karte)                                     | Kirche         |              | 094 09392          | Baudenkmal     | Weitere Bilder |
| Hauptstraße (Karte)                                     | Schloss        |              | 094 70450          | Baudenkmal     | Schloss        |
| Hauptstraße vor der Kirche (Karte)                      | Kriegerdenkmal |              | 094 70445          | Kleindenkmal   | Kriegerdenkmal |

### Trinum
| Lage                       | Bezeichnung | Beschreibung | Erfassungs- nummer | Ausweisungsart | Bild           |
| -------------------------- | ----------- | ------------ | ------------------ | -------------- | -------------- |
| bei einer Linde            | Gedenkstein |              | 094 97236          | Baudenkmal     |                |
| Kirchstraße (Karte)        | Kirche      |              | 094 70741          | Baudenkmal     | Weitere Bilder |
| Kohlenstraße/Feldflur      | Damm        | Kohlenstraße | 094 97219          | Baudenkmal     |                |
| zwischen Trinum und Zabitz | Brücke      |              | 094 70236          | Baudenkmal     |                |

### Wulfen
| Lage                                            | Bezeichnung    | Beschreibung | Erfassungs- nummer | Ausweisungsart | Bild           |
| ----------------------------------------------- | -------------- | ------------ | ------------------ | -------------- | -------------- |
| Damaschkestraße 4                               | Stall          |              | 094 71571          | Baudenkmal     |                |
| Diebziger Straße (Karte)                        | Mühle          |              | 094 15954          | Baudenkmal     | Mühle          |
| Hoher Berg                                      | Friedhof       |              | 094 70317          | Baudenkmal     |                |
| Kirchstraße (Karte)                             | Kirche         |              | 094 15955          | Baudenkmal     | Weitere Bilder |
| Kirchstraße am Westeingang der Kirche (Karte)   | Kriegerdenkmal |              | 094 15956          | Baudenkmal     | Kriegerdenkmal |
| Kirchstraße 4                                   | Domäne         |              | 094 15957          | Baudenkmal     |                |
| Markt (Karte)                                   | Gedenkstein    |              | 094 15991          | Baudenkmal     | Gedenkstein    |
| Markt 7                                         | Pfarrhaus      |              | 094 15993          | Baudenkmal     | Pfarrhaus      |
| Querstraße am Kapellenteich, Ostrand des Dorfes | Fabrik         |              | 094 70322          | Baudenkmal     |                |

### Würflau
| Lage               | Bezeichnung    | Beschreibung | Erfassungs- nummer | Ausweisungsart | Bild           |
| ------------------ | -------------- | ------------ | ------------------ | -------------- | -------------- |
| Dorfstraße (Karte) | Kriegerdenkmal |              | 094 70765          | Baudenkmal     | Kriegerdenkmal |

### Zabitz
| Lage                                          | Bezeichnung | Beschreibung | Erfassungs- nummer | Ausweisungsart | Bild        |
| --------------------------------------------- | ----------- | ------------ | ------------------ | -------------- | ----------- |
| nahe der Gaststätte unter einer Eiche (Karte) | Gedenkstein |              | 094 97238          | Baudenkmal     | Gedenkstein |

## Ehemalige Kulturdenkmale nach Ortsteilen
Die nachfolgenden Objekte waren ursprünglich ebenfalls denkmalgeschützt oder wurden in der Literatur als Kulturdenkmale geführt. Die Denkmale bestehen heute jedoch nicht mehr, ihre Unterschutzstellung wurde aufgehoben oder sie werden nicht mehr als Denkmale betrachtet.

### Elsnigk
| Lage                                  | Bezeichnung     | Beschreibung                                        | Erfassungs- nummer | Ausweisungsart | Bild           |
| ------------------------------------- | --------------- | --------------------------------------------------- | ------------------ | -------------- | -------------- |
| An der Bahn 2, Rosefelder Weg (Karte) | Bahnhof Elsnigk | Bahnhof 2021 aus dem Denkmalverzeichnis gestrichen. | 094 12344          | Baudenkmal     | Weitere Bilder |

### Osternienburg
| Lage         | Bezeichnung | Beschreibung | Erfassungs- nummer | Ausweisungsart | Bild |
| ------------ | ----------- | ------------ | ------------------ | -------------- | ---- |
| Lindenstraße | Wasserturm  | Wasserturm   | 094 70451          |                |      |

### Thurau
| Lage         | Bezeichnung | Beschreibung | Erfassungs- nummer | Ausweisungsart | Bild |
| ------------ | ----------- | --- | ------------------ | -------------- | ---- |
| Dorfstraße 2 | Wohnhof     | Wohnhof, auch als Tagelöhnerhaus bezeichnet, im Jahr 2018 wurde die Denkmaleigenschaft wegen Verfalls, Abbruchs aus bauordnungsrechtlichen Gründen oder ungenehmigter Veränderungen aberkannt. | 094 70439          | Baudenkmal     |      |

## Legende
In den Spalten befinden sich folgende Informationen:
- Lage: Nennt den Straßennamen und wenn vorhanden die Hausnummer des Kulturdenkmals. Die Grundsortierung der Liste erfolgt nach dieser Adresse. Der Link „Karte“ führt zu verschiedenen Kartendarstellungen und nennt die geographischen Koordinaten.
Link zu einem Kartenansichtstool, um Koordinaten zu setzen. In der Kartenansicht sind Baudenkmale ohne Koordinaten mit einem roten bzw. orangen Marker dargestellt und können in der Karte gesetzt werden. Baudenkmale ohne Bild sind mit einem blauen bzw. roten Marker gekennzeichnet, Baudenkmale mit Bild mit einem grünen bzw. orangen Marker.
- Offizielle Bezeichnung: Nennt den Namen, die Bezeichnung oder zumindest die Art des Kulturdenkmals und verlinkt, soweit vorhanden, auf den Artikel zum Objekt.
- Beschreibung: Nennt bauliche und geschichtliche Einzelheiten des Kulturdenkmals, vorzugsweise die Denkmaleigenschaften.
- Erfassungsnummer: Für jedes Kulturdenkmal wird in Sachsen-Anhalt eine 20stellige Erfassungsnummer vergeben. Die letzten zwölf Ziffern werden für die Untergliederung nach Teilobjekten genutzt und werden nur angegeben, soweit vergeben. In dieser Spalte kann sich folgendes Icon  befinden, dies führt zu Angaben zu diesem Baudenkmal bei Wikidata.
- Ausweisungsart: Die Einordnung des Denkmales nach § 2 Abs. 2 DenkmSchG LSA
- Bild: Ein Bild des Denkmales, und gegebenenfalls einen Link zu weiteren Fotos des Kulturdenkmals im Medienarchiv Wikimedia Commons. Wenn man auf das Kamerasymbol klickt, können Fotos zu Kulturdenkmalen aus dieser Liste hochgeladen werden: